# Niels Laros
Niels Laros (17 de abril de 2005) es un deportista neerlandés que compite en atletismo, especialista en las carreras de mediofondo. En los Juegos Europeos de Cracovia 2023 consiguió una medalla de bronce en la prueba de 1500 m y en el Campeonato Europeo Sub-20 de 2023 dos de oro en las pruebas de 1500 m y 5000 m.

## Palmarés internacional
| Juegos Europeos           | Juegos Europeos    | Juegos Europeos   | Juegos Europeos |
| Año                       | Lugar              | Medalla           | Prueba          |
| ------------------------- | ------------------ | ----------------- | --------------- |
| 2023                      | Chorzów (Polonia)  | Medalla de bronce | 1500 m          |
| Campeonato Europeo Sub-20 |                    |                   |                 |
| Año                       | Lugar              | Medalla           | Prueba          |
| 2023                      | Jerusalén (Israel) | Medalla de oro    | 1500 m          |
| 2023                      | Jerusalén (Israel) | Medalla de oro    | 5000 m          |